# 4学期制
4学期制（よんがっきせい）は、学校の1年間の課程を4つの学期に分けて行う制度である。4期制（よんきせい）、クォーター制（クォーターせい）ともいう。春夏秋冬学期の場合、北半球では夏学期は夏休みと重なり、他の学期とは違った組み込みになっていることが多い。

## 各国での導入

### アメリカ
スタンフォード大学やシカゴ大学が四学期制を採用している。

### オーストラリア
オーストラリアの高校では4学期制がとられている。
オーストラリアの学校年度は1月から12月までの1年間である。南半球であり新学期は真夏の1月下旬から2月初旬にスタートする。1月下旬〜3月下旬が1学期、4月下旬〜6月下旬が2学期、7月下旬〜9月下旬が3学期、10月下旬〜12月下旬を4学期としている。

### 日本
日本で採用している教育機関はまだ多くはない。しかし、近年のグローバル化の波などを受けて新たに4学期制に移行する機関も増えつつあり、一部の学部学科や科目のみに導入されている場合もある。
日本の学校年度は4月から3月までの1年間である。大抵のクォーター制（quarter）は、2学期制の各々の学期が更に半分にされたものが1つの学期となり、4〜5月を第1クォーター、6〜7月を第2クォーター、10〜11月を第3クォーター、12〜1月を第4クォーターとなっている。機関によっては夏期と冬期の長期休業に加えて、第1クォーターと第2クォーターの間と、第3クォーターと第4クォーターの間に数日間休業することもある。
以下は4学期制を採用する主な日本の教育・研究機関。
- 国立大学
  - 東京大学
  - 東京工業大学
  - 大阪大学
  - 東北大学
  - 神戸大学
  - 東京外国語大学
  - 広島大学
  - 岡山大学
  - 金沢大学
  - 新潟大学
  - 埼玉大学
  - 茨城大学
  - 長崎大学
  - 愛媛大学
  - 和歌山大学
  - 鳥取大学
  - 九州工業大学
  - 北陸先端科学技術大学院大学
  - 産業技術大学院大学
- 公立大学
  - 長崎県立大学
  - 県立広島大学
  - 福岡女子大学
  - 会津大学
  - 福山市立大学
  - 高知工科大学大学院
- 私立大学
  - 早稲田大学
  - 慶應義塾大学（理工学部3年）
  - 東京理科大学（基礎工学部・基礎工学研究科）
  - 津田塾大学
  - 日本大学（生産工学部・研究科）
  - 東京工科大学大学院
  - 東京都市大学
  - 名古屋商科大学
  - 関西国際大学
  - 岡山理科大学
  - 武蔵野大学
  - ものつくり大学、同大学院
  - 山梨英和大学
  - 立命館アジア太平洋大学
  - 南山大学（2017年全学部・研究科）
  - 千葉商科大学（国際教養学部）
  - 甲南大学（フロンティアサイエンス学部）
  - 大阪学院大学
  - デジタルハリウッド大学
  - 札幌国際大学
  - 城西国際大学（2022年度より）
- 高等専門学校
  - 東京都立産業技術高等専門学校 (電気電子工学コース) [3]
  - 八戸工業高等専門学校
  - 宇部工業高等専門学校
- 高等学校・中学校
  - 花巻東高等学校
  - 仙台育英学園高等学校
  - N高等学校
  - 下北沢成徳高等学校
  - 自由ヶ丘学園高等学校
  - 滋賀短期大学附属高等学校
  - 岐阜県立大垣工業高等学校
  - 自修館中等教育学校
  - 豊南高等学校